# Jānis Zirnis
Jānis Zirnis (ur. 28 listopada 1947) – lekkoatleta specjalizujący się w rzucie oszczepem, który startował w barwach Związku Radzieckiego.
Złoty medalista uniwersjady, która odbyła się w 1973 w Moskwie. Uzyskał wówczas wynik 80,08. Rekord życiowy: 89,48 (21 września 1981, Windawa).